# Meridià 50 a l'est
El meridià 50 a l'est de Greenwich és una línia de longitud que s'estén des del pol Nord travessant l'oceà Àrtic, Europa, Turquia, Àfrica, l'oceà Índic, l'oceà Antàrtic i l'Antàrtida fins al pol Sud.
El meridià 50 a l'est forma un cercle màxim amb el meridià 130 a l'oest. Com tots els altres meridians, la seva longitud correspon a una semicircumferència terrestre, uns 20.003,932 km. Al nivell de l'Equador, és a una distància del meridià de Greenwich de 5.566 km.

## De Pol a Pol
Començant en el pol Nord i dirigint-se cap al pol Sud, aquest meridià travessa:
| Coordenades                             | País, territori o mar | Notes                                                                                              |
| --------------------------------------- | --------------------- | -------------------------------------------------------------------------------------------------- |
| 90° 0′ N, 50° 0′ E / 90.000°N,50.000°E  | Oceà Àrtic            | |
| 80° 55′ N, 50° 0′ E / 80.917°N,50.000°E | Rússia                | Illa de Zemlya Georga, Terra de Francesc Josep                                                     |
| 80° 30′ N, 50° 0′ E / 80.500°N,50.000°E | Mar de Barents        | Canal de Nightingale                                                                               |
| 80° 13′ N, 50° 0′ E / 80.217°N,50.000°E | Rússia                | Illa Bruce, Terra de Francesc Josep                                                                |
| 80° 3′ N, 50° 0′ E / 80.050°N,50.000°E  | Mar de Barents        | Passa a l'oest de l'illa Northbrook, Rússia                                                        |
| 69° 18′ N, 50° 0′ E / 69.300°N,50.000°E | Rússia                | Illa Kolgúiev                                                                                      |
| 68° 56′ N, 50° 0′ E / 68.933°N,50.000°E | Mar de Barents        | |
| 67° 5′ N, 50° 0′ E / 67.083°N,50.000°E  | Rússia                | |
| 51° 15′ N, 50° 0′ E / 51.250°N,50.000°E | Kazakhstan            | |
| 46° 35′ N, 50° 0′ E / 46.583°N,50.000°E | Mar Caspi             | Passa a l'oest de la Península de Manguistau, Kazakhstan                                           |
| 40° 35′ N, 50° 0′ E / 40.583°N,50.000°E | Azerbaidjan           | Península d'Absheron, passa a l'est de Bakú                                                        |
| 40° 20′ N, 50° 0′ E / 40.333°N,50.000°E | Mar Caspi             | |
| 37° 25′ N, 50° 0′ E / 37.417°N,50.000°E | Iran                  | |
| 30° 13′ N, 50° 0′ E / 30.217°N,50.000°E | Golf Pèrsic           | |
| 26° 49′ N, 50° 0′ E / 26.817°N,50.000°E | Aràbia Saudita        | |
| 18° 39′ N, 50° 0′ E / 18.650°N,50.000°E | Iemen                 | |
| 14° 51′ N, 50° 0′ E / 14.850°N,50.000°E | Oceà Índic            | Golf d'Aden                                                                                        |
| 11° 30′ N, 50° 0′ E / 11.500°N,50.000°E | Somàlia               | |
| 8° 6′ N, 50° 0′ E / 8.100°N,50.000°E    | Oceà Índic            | |
| 13° 21′ S, 50° 0′ E / 13.350°S,50.000°E | Madagascar            | |
| 15° 46′ S, 50° 0′ E / 15.767°S,50.000°E | Oceà Índic            | |
| 16° 43′ S, 50° 0′ E / 16.717°S,50.000°E | Madagascar            | Santa Maria de Madagascar                                                                          |
| 16° 45′ S, 50° 0′ E / 16.750°S,50.000°E | Oceà Índic            | Passa a l'oest de del grup occidental de les Illes Crozet, Terres Australs i Antàrtiques Franceses |
| 60° 0′ S, 50° 0′ E / 60.000°S,50.000°E  | Oceà Antàrtic         | |
| 67° 4′ S, 50° 0′ E / 67.067°S,50.000°E  | Antàrtida             | Territori Antàrtic Australià, reclamada per Austràlia                                              |